# Indice CRB Reuters-Jefferies
Pour les articles homonymes, voir Reuters (homonymie).
L'indice Reuters-CRB (CCI) est un indice des prix des matières premières. Il fut calculé pour la première fois par le Commodity Research Bureau en 1957, et publié pour la première fois dans le CRB Commodity Year Book de 1958.
L'indice agrégeait initialement 28 matières premières, dont 26 étaient échangées sur les marchés d'échange de matières premières américains et canadiens, et 2 sur des marchés spot. Il incluait l'orge et le lin du marché d'échange de Winnipeg ; le cacao, le café "B", le cuivre, le coton, l'huile de coton, la laine brute et peignée, le cuir, le plomb, les pommes de terre, le caoutchouc, le sucre #4 et #6 et le zinc, du marché d'échange de New York ; le blé, le maïs, les œufs, le saindoux, l'avoine, l'oignon, le seigle, le soja, le germe de soja et l'huile de soja, du marché d'échange de Chicago. À ces 26 prix, l'indice incluait également le prix spot du coton au marché de la Nouvelle-Orléans et celui du blé au marché de Minneapolis pour rééquilibrer la composition de l'indice, certaines matières incluses dans l'indice n'étant que des sous-produits d'autres matières incluses dans l'indice.
Au départ, la période sur laquelle portait l'indice était 1947-1949, c'est-à-dire la même que celle de l'indice du marché spot du Bureau of Labor Statistics ; ceci afin de faciliter les comparaisons des indices spot et futures.
L'indice Reuters-CRB (CCI) a été conçu à l'origine pour fournir une représentation dynamique d'ensemble des grandes tendances des prix des matières premières. Pour s'assurer qu'il remplissait bien et durablement ce rôle, les éléments qui le composent et sa formule de calcul ont régulièrement réajustés pour refléter les évolutions structurelles et d'activité des marchés de matières premières. Depuis 1957, l'indice a été modifié 9 fois (la première fois le 3 avril 1961, et la dernière le 6 décembre 1995).
Dans le calcul d'origine, tous les contrats avec livraison jusqu'à échéance d'un an étaient moyennées pour calculer un prix courant. En 1987, le calcul fut modifié pour n'inclure que les contrats à échéance de neuf mois, puis, en 1989, seulement ceux à 6 et 12 mois, et enfin, en 1995, seulement ceux à 6 mois.
La composition de l'indice a également été régulièrement modifiée depuis, toujours dans le but de disposer d'un indice qui reflète les grandes tendances des marchés des matières premières.
Aujourd'hui, il est composé des prix de 19 matières premières cotées sur les marchés d'échange NYMEX, LME et CME. Ces prix sont agrégés en 4 groupes, auxquels un poids spécifique est attribué : le groupe des hydrocarbures, celui des actifs liquides, celui des actifs très liquides, et celui des matières premières diverses.
La dixième révision de l'indice a également changé son nom, en Reuters-Jefferies CRB Index, ou RJ/CRB.